# Система пользовательского поиска Google
Система пользовательского поиска Google — сервис Google, представляющий собой систему персонального (пользовательского) интернет-поиска. Позволяет пользователю создавать специализированные поисковики, учитывающие их личные предпочтения и тематические интересы, задавать контекст поиска. В простейшем случае осуществляет поиск по набору указанных пользователем сайтов.
Google Custom Search Engine позволяет работать как с прямыми адресами, так и с их масками, например вида site.domain.com/dir/* или *.domain.*/*, что позволяет добавлять в индекс группы сайтов или, наоборот, ограничивать индекс определенного сайта каким-либо одним его разделом. Поддерживается также функция «Динамическое извлечение страниц» позволяющая включать в индекс все ресурсы, на которые ссылается указанная веб-страница.